# Кібібіт
Кібібіт — кратне число біт, одиниця вимірювання двійкової інформації при передачі цифрових даних або збереженні, що має множник із стандартним префіксом кібі (символ Кі), двійковий префікс що означає помноження на 210. Одиниця вимірювання кібібіт позначається як Кібіт.
1 кібібіт = 210 біт = 1024 біт
Поняття кібібіт існує з 1998 і тісно пов’язане із поняттям кілобіт, який дорівнює 103 біт = 1000 біт. Однак кілобайт містить 1024 байт.